# 川村竹治
川村 竹治（かわむら たけじ、明治4年7月17日〈1871年9月1日〉- 昭和30年〈1955年〉9月8日）は、大正から昭和にかけて活躍した官僚・政治家。南満洲鉄道（満鉄）社長、司法大臣等を歴任。

## 経歴
秋田県鹿角郡花輪町出身。日本中学などから一高を経て、1897年（明治30年）、東京帝国大学法科大学英法科卒業。同年、内務省に入省した後、逓信省書記官、内務省書記官、内務参事官、台湾総督府内務局長などを歴任し、1911年（明治44年）より和歌山県知事を務めた。1914年（大正3年）、香川県知事。1917年（大正6年）、青森県知事。1918年（大正7年）、内務省警保局長。1921年（大正10年）、内閣拓殖局長官。1922年（大正11年）6月6日から1947年（昭和22年）5月2日まで貴族院議員（勅選）、交友倶楽部に所属。1922年（大正11年）6月、内務次官。1922年（大正11年）10月、南満洲鉄道株式会社（満鉄）社長。1928年（昭和3年）6月、台湾総督。
1932年（昭和7年）3月、犬養内閣の司法大臣。五・一五事件で依願免官。その後は、夫人文子経営の川村女学院（現在の川村学園）顧問になった。
1955年（昭和30年）9月8日、死去。享年85(満84歳没)。墓所は鹿角市長年寺。

## 栄典
位階
- 1918年（大正7年）2月12日 - 従四位[3]
- 1929年（昭和4年）8月15日 - 従三位[4]

勲章等
| 受章年                    | 略綬 | 勲章名                   | 備考 |
| ------------------------- | ---- | ------------------------ | ---- |
| 1920年（大正9年）11月1日  |      | 勲二等瑞宝章             |      |
| 1921年（大正10年）7月1日  |      | 第一回国勢調査記念章     |      |
| 1928年（昭和3年）11月10日 |      | 金杯一個                 |      |
| 1932年（昭和7年）4月13日  |      | 勲一等瑞宝章             |      |
| 1940年（昭和15年）8月15日 |      | 紀元二千六百年祝典記念章 |      |

## 親族
- 妻：川村文子（旧名武田フミコ、秋田県山本郡出身。教育者、学校法人川村学園の創設者[10]）
- 長男：川村秀文（内務官僚・川村学園理事長）

## 著書
- 『臺灣の一年』時事硏究會、1930年